# Папины дочки. Новые
«Па́пины до́чки. Но́вые» — российский комедийный телесериал, является спин-оффом ситкома «Папины дочки». Производством проекта занимаются телеканал СТС и онлайн-кинотеатр «Start». Телесериал транслируется с 18 сентября 2023 года.
29 декабря 2023 года по мотивам сериала вышел полнометражный фильм «Папины дочки. Новогодние».

## Сюжет
Главный герой — учёный-физик Вениамин Васильев — увлечён научными исследованиями, а потому мало времени уделяет семье. Но вскоре он оказывается в той же ситуации, что и его тесть много лет назад. Даша, устав от домашних хлопот, сбегает от Веника в пятнадцатую годовщину свадьбы, и теперь он должен заботиться об их четырёх дочках:
- Соня — старшая из сестёр, 14 лет. Дерзкая, независимая, но вместе с тем ответственная. После ухода мамы многие обязанности легли на её плечи. Соня ищет себя, пытается определиться с будущей профессией. К учёбе не проявляет особого стремления. С домашними заданиями и контрольными ей, как правило, помогает одноклассник Игорь Якушев, который влюблён в неё.
- Лиза — 11 лет, сестра-близнец Дианы. Веганка. Акцентирует внимание на необходимости охраны природы и окружающей среды. Очень, даже слишком честная. Ответственно относится к получению образования и различным поручениям в школе.
- Диана — 11 лет, сестра-близнец Лизы. Предприимчивая, остроумная, постоянно ищет различные способы заработка денег и не всегда честным путём. Учится плохо, но не потому что неспособна, а потому что не видит в этом особой выгоды.
- Арина — четвёртая и самая младшая дочка, 7 лет. Добрая, милая, любит играть. Обожает сладости, но Веник постоянно её в этом ограничивает, так как у неё диатез.

В воспитании дочек Венику помогают родственники, а также старые и новые друзья семьи. Из-за навалившихся после ухода Даши домашних хлопот Веник в 1 сезоне теряет работу и пытается найти новую, что оказывается непросто. Во 2 сезоне он устраивается преподавателем в университет.
Параллельно по ходу сериала становится известна судьба прежних героев. Сергей Васнецов продолжает работать семейным психотерапевтом, а Людмила стала строгой тёщей. У Маши карьера актрисы не сложилась, она владеет салоном красоты. Женя занимается различными экстремальными видами спорта. Галина Сергеевна стала первоклассным адвокатом, однако она так и не смогла устроить свою личную жизнь. Тем не менее постепенно у неё завязываются новые романтические отношения — с Борисом (сосед и друг Веника). Лишь о Пуговке мало чего известно, но, вероятнее всего, с родственниками она видится редко.
Веник ждёт возвращения Даши, однако спустя более полугода после её ухода из семьи всё же решает начать отношения с Татьяной Владимировной — психологом школы, в которой учатся дочки (с 40-й серии). Долгое время Венику удаётся скрывать от дочек свои отношения с Татьяной, но в конце третьего сезона они об этом узнают, как и вся остальная семья. Тем временем Галина Сергеевна выходит замуж за Бориса — соседа Веника.
В конце второго сезона Даша пытается выйти на связь с Веником, но тот, перепутав её с другой, отвергает попытку к сближению. В конце третьего сезона она поздравляет свою сестру Галину с замужеством и обещает скорую встречу.

## История создания
8 декабря 2022 года пресс-служба телеканала СТС объявила о наличии в ближайших планах начать съёмки продолжения «Папиных дочек». 1 января 2023 года вышел тизер продолжения сериала «Папины дочки», в котором появились Елизавета Арзамасова, Мирослава Карпович, а также исполнитель роли отца семейства — Андрей Леонов.
12 января 2023 года стартовали съёмки продолжения под названием «Папины дочки. Новые». Режиссёром проекта вновь является Александр Жигалкин. Центральным персонажем стал Веник. По сюжету, он повторит судьбу Сергея Васнецова: его бросит Даша, оставив его с четырьмя дочками, и ему будут помогать Сергей Васнецов с супругой Людмилой, Маша, Галина Сергеевна и Антонина Семёновна. Также из прежних героев появятся Полина (Пуговка), Женя, секретарша Тамара, олигарх Василий Федотов, директор Таисия Кирилловна и учительница Людмила Михайловна. Роли дочерей Веника сыграли Виталия Корниенко, Ева Смирнова, Полина Айнутдинова и Полина Денисова.
Съёмки первого сезона сериала завершились в марте 2023 года. Премьера первого сезона состоялась на телеканале СТС 18 сентября 2023 года в 19:00, а после эфира и в онлайн-кинотеатрах «Start» и «Кинопоиск».
В августе 2023 года, ещё до премьеры первого сезона, сериал был продлён на второй сезон, о начале съёмок которого было объявлено в сентябре 2023 года. Его премьера состоялась 15 апреля 2024 года в 19:30 на СТС. Во втором сезоне из прежних героев вернулся также доктор Антонов.
В ноябре 2023 года начались съёмки полнометражного фильма «Папины дочки. Новогодние». Его премьера состоялась 29 декабря 2023 года в 21:00 на СТС.
В декабре 2023 года стало известно о том, что у телесериала будет третий сезон. Его съёмки начались 27 апреля, а закончились 23 июля 2024 года. Премьера третьего сезона состоялась 2 января 2025 года в 10:00 на СТС.
В сентябре 2024 года стало известно, что телесериал продлён на четвёртый сезон. Его съёмки начались 30 ноября 2024 года, а закончились 16 марта 2025 года. Премьера состоялась 18 августа 2025 года в 10:00. Слоган четвёртого сезона: «Дело к свадьбе».
С 31 мая до конца июля 2025 года шли съёмки нового полнометражного фильма по мотивам сериала. Съёмки велись в Кисловодске и Москве. В прокат фильм выйдет 30 октября 2025 года.

## В ролях

### В главных ролях
- Филипп Бледный — Вениамин «Веник» Викторович Васильев, кандидат физико-математических наук, со 2 сезона — преподаватель университета
- Полина Денисова — София «Соня» Вениаминовна Васильева, старшая дочь Веника и Даши
- Виталия Корниенко — Елизавета «Лиза» Вениаминовна Васильева, вторая дочь Веника и Даши, сестра-близнец Дианы
- Ева Смирнова — Диана Вениаминовна Васильева, третья дочь Веника и Даши, сестра-близнец Лизы
- Полина Айнутдинова — Арина Вениаминовна Васильева, четвёртая дочь Веника и Даши

### Второстепенные роли
Родственники семьи Васильевых
- Андрей Леонов — Сергей Алексеевич Васнецов, тесть Веника и Бориса, дедушка сестёр Васильевых; семейный психотерапевт (1-4 сезоны)
- Нонна Гришаева — Людмила Сергеевна Васнецова, тёща Веника и Бориса, бабушка сестёр Васильевых (1-4 сезоны)
- Мирослава Карпович — Мария «Маша» Сергеевна Васнецова, дочь Сергея и Людмилы, тётя сестёр Васильевых; владелица салона красоты (1-4 сезоны, Папины дочки. Новогодние)
- Дарья Мельникова — Евгения «Женя» Сергеевна Васнецова, дочь Сергея и Людмилы, тётя сестёр Васильевых, каскадёр (2 сезон; гость в 1 сезоне; камео — 3 сезон)
- Елизавета Арзамасова — Галина «Галя» Сергеевна Васнецова, дочь Сергея и Людмилы, тётя сестёр Васильевых, жена Бориса; адвокат (1-4 сезоны)
- Ольга Волкова — Антонина Семёновна Гордиенко, мать Людмилы, прабабушка сестёр Васильевых (1-4 сезоны)
- Влад Фельдман — Александр «Саша» Сергеевич Васнецов, сын Людмилы и Сергея, дядя сестёр Васильевых; одноклассник Сони и Игоря (1-3 сезоны)
- Алексей Демидов — Борис, сосед и друг Вениамина, парень/муж (с 60 серии) Галины Сергеевны, водитель-водовоз (1-4 сезоны, Папины дочки. Новогодние)
- Ольга Хохлова — Аэлита Степановна Васильева, мать Вениамина, бабушка сестёр Васильевых (25, 41, 49 серии)

Преподаватели и учащиеся школы № 69
- Ксения Теплова — Татьяна Владимировна Скачкова, школьный психолог, с 40 серии встречается с Веником (1-4 сезоны)
- Нина Персиянинова — Таисия Кирилловна, директор школы, учительница химии (1-4 сезоны)
- Анна Димова — Людмила Михайловна, учительница русского языка и литературы, классный руководитель Сони (1-3 сезоны;  гость — 4 сезон)
- Ольга Белова — Тамара Ивановна, учительница физики и математики, классный руководитель Лизы и Дианы (1-3 сезон;  гость — 4 сезон)
- Тимофей Кочнев — Игорь Олегович Якушев, одноклассник и лучший друг Сони, с 40 серии — её парень (1-3 сезоны;  гость — 4 сезон)
- Максим Сапрыкин — Роман «Рома» Рощин, старшеклассник; до 20 серии — парень Сони, а также Сани и Миланы (1-3 сезоны)
- Вероника Журавлёва — Александра «Саня» Васильевна Федотова, подруга Сони и одна из бывших девушек Ромы, с 20 до 40 серии — девушка Игоря, с 47 серии — ученица школы № 69 (1-3 сезоны;  гость — 4 сезон)
- Станислав Мануйлов — Николай Бородавкин, одноклассник Лизы и Дианы (1-3 сезоны;  гость — 4 сезон)
- Станислав Соломатин — Платон, парень Лизы, с 58 серии — одноклассник Лизы и Дианы (3-4 сезоны)
- Григорий Дудник  — «Малыш», друг Дианы (4 сезон, гость 2-3 сезоны)

Другие персонажи
- Татьяна Орлова — Тамара Львовна Кожемятько, секретарша Сергея Алексеевича, со 2 сезона — соседка Васильевых (3 сезон; ; гость — 1-4 сезоны, Папины дочки. Новогодние)
- Александр Олешко — Василий Александрович Федотов, олигарх, папа Сани, друг Васнецовых и Васильевых (1-4 сезоны, Папины дочки. Новогодние)
- Ёла Санько — Надежда Егоровна Зубкова, пожилая соседка Вениамина (1-2 сезоны)
- Юлия Франц — Ирина Якушева, мать Игоря Якушева, бывшая одноклассница Даши и Галины Сергеевны (1-3 сезоны)
- Олег Филипчик — Фёдор Семёнович, начальник Вениамина (1, 6, 8 серии)
- Михаил Сотников — Тимофей «Тим» Игоревич Никифоров, сын владельца отеля (Папины дочки. Новогодние, 3 сезон)

### Специальные гости
- Александр Самойленко — Андрей Михайлович Антонов, стоматолог, друг Сергея Васнецова, сводный брат Людмилы (23, 30 серии)

### Камео
- Екатерина Старшова — Полина «Пуговка» Сергеевна Васнецова, дочь Сергея и Людмилы, тётя сестёр Васильевых (1 серия, архивные кадры — 55 серия)
- Михаил Башкатов — О́лдржих «Иржи» Пржемыслович, бывший жених Галины Сергеевны (38 серия)
- Михаил Казаков — Илья Васильевич Полежайкин, майор полиции, бывший одноклассник и парень Галины Сергеевны (38 серия, архивные кадры — 55 серия)
- Анастасия Сиваева — Дарья «Даша» Сергеевна Васильева, жена Вениамина, дочь Сергея и Людмилы, мать сестёр Васильевых (40, 60 серии, архивные кадры — 55 серия)[28]

## Обзор сезонов
| Сезон | Серии | Серии | Даты показа      | Даты показа     |
| Сезон | Серии | Серии | Первая серия     | Последняя серия |
| ----- | ----- | ----- | ---------------- | --------------- |
| 1     | 20    | 20    | 18 сентября 2023 | 5 октября 2023  |
| Фильм | Фильм | Фильм | 29 декабря 2023  | 29 декабря 2023 |
| 2     | 20    | 20    | 15 апреля 2024   | 26 апреля 2024  |
| 3     | 20    | 20    | 2 января 2025    | 8 января 2025   |
| 4     | 20    | 20    | 18 августа 2025  | 29 августа 2025 |
| Фильм | Фильм | Фильм | 30 октября 2025  | 30 октября 2025 |

## Эпизоды

### Сезон 1
| № серии | Описание серии | Премьера         |
| ------- | --- | ---------------- |
| 1       | Сёстры Васильевы готовится к пятнадцатой годовщине свадьбы родителей, не подозревая, что их семью ждут серьёзные перемены. Даша уходит от Веника и оставляет ему четырёх дочек. | 18 сентября 2023 |
| 2       | Бабушка Людмила навязывает помощь, о которой никто не просил, а Диана нарушает обещание, чтобы не получить двойку. | 18 сентября 2023 |
| 3       | Веник забирает у дочерей гаджеты и вводит ограничение на пользование интернетом. Однако это решение приводит к таким последствиям, к которым папа оказывается не готов. | 18 сентября 2023 |
| 4       | Соня и Диана манипулируют папой, а дедушка Серёжа сливает врачебные тайны. У Лизы возникает конфликт с учительницей биологии из-за того, что она носит норковую шубу, для создания которой было погублено множество норок.                                                                      | 19 сентября 2023 |
| 5       | Соня ссорится с папой из-за пирсинга, а Лиза даёт соседям уроки экологичного сбора мусора. | 19 сентября 2023 |
| 6       | Арина учится признаваться в своих шалостях, а Соня, кажется, тайком общается с мамой. Лиза и Диана переживают из-за маленького количества просмотров выложенного ими недавно видеоролика. | 20 сентября 2023 |
| 7       | У Сони возникают проблемы, о которых она не рассказывает отцу. Веник обращается к Маше за помощью. Тем временем Арина берёт на себя все домашние хлопоты. | 20 сентября 2023 |
| 8       | Чтобы помочь папе с повышением, Арина просит записать её в секцию самбо, куда начальник Веника водит своего сына. Лиза борется за то, чтобы в школе были соблюдены все нормы СанПиНа и устранены нарушения. К Соне пристаёт старшеклассник.                                                     | 21 сентября 2023 |
| 9       | Веник пытается вернуться на работу. Соня пробует себя в стендапе, чтобы понравиться Роме. У Дианы возникает бизнес-идея с закупкой надувных бассейнов для их продажи в Сочи. | 21 сентября 2023 |
| 10      | Семья Васильевых вынуждена на всём экономить. Веник совместно с Антониной Семёновной вырабатывают способы жёсткой экономии. | 25 сентября 2023 |
| 11      | Семья выбирается провести время в торговом центре. Диана делает дипфейк с папой, где он предстаёт в образе боксёра. Соня садится на диету. | 25 сентября 2023 |
| 12      | Веник узнаёт, что Соня встречается с Ромой, и переживает по этому поводу. Лиза почувствовала, что Галине Сергеевне не хватает романтических отношений, и решила познакомить её с соседом Борисом.                                                                                               | 26 сентября 2023 |
| 13      | Борис уговаривает Веника отправиться с ним на рыбалку, но Веник постоянно переживает, так как его дочки остались дома одни. Соня пытается доказать отцу, что она уже взрослая и может присмотреть за сёстрами.                                                                                  | 26 сентября 2023 |
| 14      | Веник впал в депрессию, а у Арины появился воображаемый друг; им поможет психотерапевт Сергей Васнецов. Олигарх Василий Федотов устал от однообразной жизни, но тут он встречает сестёр Васильевых.                                                                                             | 27 сентября 2023 |
| 15      | Веник продолжает поиск работы, но Маша по недоразумению вместо работы находит ему девушку. Арина притворяется заболевшей, чтобы не идти в музей. Соня задумывается, какую профессию ей лучше освоить после школы.                                                                               | 27 сентября 2023 |
| 16      | Лиза и Диана провинились и теперь вынуждены помогать Надежде Егоровне. Веник временно заменяет учителя физики в классе Сони, чему та совсем не рада. Арина, несмотря на запрет отца, продолжает есть конфеты.                                                                                   | 28 сентября 2023 |
| 17      | Веник решает подработать репетиторством, но никак не может найти клиентов. Лиза и Диана пытаются помочь ему в этом. Арина снимает пранки и разыгрывает окружающих. | 2 октября 2023   |
| 18      | Папа уходит на собеседование, а за дочками поочерёдно присматривают тётя Маша, бабушка Людмила и тётя Галина Сергеевна. | 3 октября 2023   |
| 19      | Из-за плохого поведения Дианы Веника вызывает школьный психолог Татьяна Владимировна. У Сони появляется соперница, которая тоже влюбляется в Рому. | 4 октября 2023   |
| 20      | Под Новый год в доме Васильевых полно гостей: сосед Борис и Галина Сергеевна, Ирина Якушева и психолог Татьяна Владимировна. Также к ним приходят с подарками олигарх Федотов и несколько Дедов Морозов. Тем временем Соня встречает Новый год отдельно от семьи, в компании Ромы и его друзей. | 5 октября 2023   |

### Папины дочки. Новогодние
Премьера фильма состоялась 29 декабря 2023 года.
Василий Федотов на Новый год дарит Васильевым поездку на Мальдивы, однако принципы Веника не позволяют ему принять такой дорогой подарок. Но чтобы дочки не расстроились от несостоявшегося отдыха, Веник решает отвезти всю семью в подмосковный отель с «all inclusive», который оказывается совсем не пятизвёздочным. Вместе с семейством Васильевых на отдых отправляются Маша, Тамара и сосед Борис.

### Сезон 2
| № серии | Описание серии | Премьера       |
| ------- | --- | -------------- |
| 1 (21)  | С момента ухода Даши проходит полгода. Веник по-прежнему совершенствует свои родительские и бытовые навыки, а также занимается сплочением семьи по совету Сергея Васнецова. Однако дочкам начинает это надоедать.                                                                                    | 15 апреля 2024 |
| 2 (22)  | Веник готовит подарок Соне на день рождения, Лиза и Арина тоже устраивают для сестры сюрприз. А Диана сосредотачивается на организации бизнеса с конфетами, подаренными Соне Василием Федотовым. | 15 апреля 2024 |
| 3 (23)  | У Веника разболелся зуб, но из-за дентофобии и психологической травмы он не хочет идти к стоматологу. Однако Арина и Сергей Васнецов заманивают его к Антонову. Диана и Лиза, не желая заниматься домашней уборкой, оказываются на школьном субботнике, с которого у них не получается сбежать.      | 15 апреля 2024 |
| 4 (24)  | Соня начинает работать официанткой и скрывает это от отца, поскольку эта работа, по его мнению, мешает её учёбе. Диана и Лиза подозревают Бориса в неверности Галине Сергеевне. | 16 апреля 2024 |
| 5 (25)  | Веник собирается в командировку в Санкт-Петербург и Соня напрашивается в поездку с ним, чтобы не писать контрольную по алгебре. В отсутствие отца за остальными девочками присматривает Тамара. Лиза и Диана помогают Татьяне Владимировне в поиске съёмной квартиры.                                | 16 апреля 2024 |
| 6 (26)  | Татьяна Владимировна временно проживает у Васильевых, из-за чего Веник оказывается в неловкой ситуации. Соня хочет быть актрисой. По просьбе Арины Веник соглашается больше не провожать её в школу, однако Сергей и Людмила Васнецовы решают, что такая самостоятельность для Арины преждевременна. | 17 апреля 2024 |
| 7 (27)  | Веник настолько погружается в написание диссертации, что у него начинаются серьёзные проблемы со сном. Диана пытается смухлевать на уроке технологии, а Арина расстраивается из-за испорченной куклы.                                                                                                | 17 апреля 2024 |
| 8 (28)  | Арина узнаёт от Тамары о клептомании и начинает воровать вещи. Диана, чтобы не мучиться со школьным сочинением, решает просто пересказать в нём сюжет известного фильма. А Соня пререкается с учителем физики Тамарой Ивановной. Из-за всего этого Веника вызывают в школу.                          | 18 апреля 2024 |
| 9 (29)  | Веник пытается помочь Татьяне Владимировне снять квартиру. Игорь помогает Соне с подготовкой к контрольной, однако их постоянно отвлекает Саня. Лиза и Диана подозревают, что Арина подхватила лишай.                                                                                                | 18 апреля 2024 |
| 10 (30) | Лиза и Диана борются за должность старосты класса. Арина узнаёт, что папа не всегда говорит ей правду. А Соня помогает Маше прорекламировать её салон красоты. | 22 апреля 2024 |
| 11 (31) | К Борису приехали родственники и он временно поселяется в квартире Васильевых, чему не рад Веник. Лиза хочет получить главную роль в школьном спектакле. А Соня пробует себя в качестве художницы.                                                                                                   | 22 апреля 2024 |
| 12 (32) | Арина жалуется отцу на учителя физкультуры. Соня должна сниматься на выпускной альбом, но у неё воспалился глаз. Диана соврала учителю обществознания и теперь должна выкручиваться. | 22 апреля 2024 |
| 13 (33) | Студентка предлагает Венику взятку, а после его отказа начинает шантажировать его. Соня ссорится к Игорем из-за того, что он мало помогает ей в учёбе, так как почти всё своё время уделяет Сане. Диана говорит Арине, что папа хотел вместо неё сына.                                               | 23 апреля 2024 |
| 14 (34) | Сёстры Васильевы хотят получить от отца деньги на личные нужды. Веник понимает, что такие затраты семейный бюджет не потянет, и придумывает конкурс презентаций, по результатам которого денежное вознаграждение сможет получить только одна из сестёр.                                              | 23 апреля 2024 |
| 15 (35) | Борис плохо влияет на Арину, что не нравится Венику. Из-за Сони Людмила Михайловна решает уволиться из школы. А Лиза влюбилась в Игоря. | 24 апреля 2024 |
| 16 (36) | В семье Васильевых появился карп-предсказатель. Соня пытается выяснить, кто под её окнами сделал надпись «Соня, я тебя люблю». | 24 апреля 2024 |
| 17 (37) | Лиза пытается выследить «мусорного» хулигана. Маша, бабушка и прабабушка помогают Соне выбрать платье на выпускной. А Тамара «присматривает» за Ариной. | 25 апреля 2024 |
| 18 (38) | У Бориса не задалось знакомство с Сергеем Васнецовым, и тогда в непростую ситуацию решают вмешаться Лиза и Диана. Соня сильно волнуется перед сдачей экзамена по истории. | 25 апреля 2024 |
| 19 (39) | У девочек начинаются каникулы, и они не знают, чем себя занять. Соня снова общается с Ромой, который не оставляет попыток её вернуть. А Борис пытается свести Веника с какой-нибудь женщиной. | 26 апреля 2024 |
| 20 (40) | По совету Бориса Веник пытается познакомиться с женщиной. Диана и Лиза на спор на один день меняются местами, чтобы проверить, смогут ли они продержаться в роли друг друга. А Соня не может выбрать с кем ей встречаться — с Ромой или с Игорем.                                                    | 26 апреля 2024 |

### Сезон 3
| № серии | Описание серии | Премьера      |
| ------- | --- | ------------- |
| 1 (41)  | Веник скрывает свои отношения с Таней. Он собирается на свидание, но дочки не вовремя подкидывают папе хлопот. Одно радует: на летние каникулы девочки разъедутся кто на курорт, кто в лагерь, а кто к бабушке в Петербург.                                               | 2 января 2025 |
| 2 (42)  | В конце августа дочки вернулись домой. Соня и Игорь решают рассказать о своих отношениях Роме и Сане. У Арины летом в лагере появилась подруга — школьный психолог Татьяна Владимировна, которая теперь не может отвязаться от дружбы с ней.                              | 2 января 2025 |
| 3 (43)  | У Веника и Тани должно состояться первое свидание. Соня не смогла рассказать Роме о своих отношениях с Игорем, и теперь вынуждена их скрывать. Диане повезло — она нашла деньги, но Лиза просит отдать их на благотворительность.                                         | 2 января 2025 |
| 4 (44)  | Маша советует Соне, как расстаться с Ромой, но становится только хуже. Арина делает пародии на членов семьи и выкладывает их в сеть. | 3 января 2025 |
| 5 (45)  | Диана постоянно нарушает личное пространство Лизы. В результате Лиза настроена решительно: она делит сначала комнату, а затем и всю квартиру. Веник пытается понять, чем он обидел Арину, и обращается за помощью. Саня решает помирить Соню и Игоря.                     | 3 января 2025 |
| 6 (46)  | Сёстры Васильевы обижены на папу, забывшего об обещании сводить их на квест по «Гарри Поттеру». В итоге Веник устраивает дочкам домашний квест. | 3 января 2025 |
| 7 (47)  | Соня пытается заставить Игоря ревновать. Веник приходит в школу к Татьяне, а Диана видит его и думает, что папу вызвали из-за неё. | 4 января 2025 |
| 8 (48)  | Арина берёт интервью у членов семьи. Веник пытается доказать, что дочери преувеличивают объёмы их школьной нагрузки. Соня подозревает, что Борис изменяет Галине Сергеевне.                                                                                               | 4 января 2025 |
| 9 (49)  | Ухаживая за уличными животными, Лиза встречает бездомного, которому тоже нужна пища. Лиза приводит его домой, что влечёт за собой нежелательные последствия. Веник организует свидание с Таней у неё на съёмной квартире, но туда неожиданно приходит Антонина Семёновна. | 4 января 2025 |
| 10 (50) | Лиза и Диана пытаются выяснить, почему папа вчера пришёл домой поздно. Венику срочно приходится придумать какую-то правдоподобную версию. Соня переживает из-за того, что накануне обидела Игоря, после чего он травмировался на скутере.                                 | 5 января 2025 |
| 11 (51) | Диана готовит приворотное, а потом и отворотное зелье. Причины тому — Борис и Тамара. Папа и Соня спорят, кто из них будет сопровождать Арину в её походе с классом. | 5 января 2025 |
| 12 (52) | Васильевы участвуют в конкурсе «Мама, папа, я — спортивная семья», в роли мамы — Татьяна Владимировна. Веник боится, что их с Татьяной секрет раскроется. Игорь вновь помирился с Соней, и теперь ему придётся в очередной раз бросить Саню.                              | 5 января 2025 |
| 13 (53) | Супруги Васнецовы хотят понять серьёзность намерений Бориса в отношении Галины Сергеевны. Соня отправляется на странную вечеринку, чтобы помириться с Саней. Диана делает «подарок» учителю физкультуры ради хорошей оценки.                                              | 6 января 2025 |
| 14 (54) | Лиза узнаёт, что папа встречается с Татьяной Владимировной. Однако от остальных дочерей Веник продолжает скрывать правду. Диана собирается доказать, что Лиза переписывается с несуществующим другом. Игорь и Рома продолжают бороться за Соню.                           | 6 января 2025 |
| 15 (55) | Васильевы делают уборку в доме. Пока Лиза и Арина наводят чистоту, Веник вспоминает о ярких моментах юности. | 6 января 2025 |
| 16 (56) | Соня создаёт бойфренда с помощью искусственного интеллекта и заставляет папу переживать. Лиза прячет беглого друга. | 7 января 2025 |
| 17 (57) | Боря больше не в силах хранить секрет Веника. Соня идёт на свидание с Тимом, от которого её приходится спасать. А Лиза пытается выяснить, кто сообщил в детдом о местонахождении её друга Платона.                                                                        | 7 января 2025 |
| 18 (58) | Платона зачисляют в класс Лизы и Дианы и сажают за парту рядом с Лизой. Теперь у Дианы нет возможности списывать у сестры на контрольных. Боря пытается понять, какие вещи дороги его невесте. Соня и Саня пытаются решить, кому из них достанется Игорь.                 | 7 января 2025 |
| 19 (59) | Галина Сергеевна не хочет устраивать девичник, но её сестры и племянницы делают всё по-своему. Катастрофа неизбежна. | 8 января 2025 |
| 20 (60) | Васильевы и Васнецовы объединяют усилия, чтобы спасти свадьбу. Веник пытается разобраться в своих чувствах с помощью науки. | 8 января 2025 |

### Сезон 4
| № серии | Описание серии | Премьера        |
| ------- | --- | --------------- |
| 1 (61)  | Дочки узнают об отношениях Веника и Татьяны Владимировны, объявляют папе бойкот и фактически выселяют его из квартиры. Соне постоянно мерещется Игорь.                                                                            | 18 августа 2025 |
| 2 (62)  | Диана подозревает, что Лиза заодно с папой. Свадебное путешествие Бориса и Галины Сергеевны сорвалось по вине первого, и теперь Боря учит жену отдыхать дома.                                                                     | 18 августа 2025 |
| 3 (63)  | Назло папе Соня находит себе такого парня, который должен произвести негативное впечатление. Диана использует свои методы борьбы: она объявляет голодовку, к которой вынуждена присоединиться Лиза.                               | 19 августа 2025 |
| 4 (64)  | Родители Даши, Антонина Семёновна и Маша игнорируют Веника. Диане надоело, что Платон постоянно приходит к ним в квартиру. Лиза пытается сопротивляться диктату Дианы. Соня пытается выяснить, в какой школе теперь учится Игорь. | 19 августа 2025 |
| 5 (65)  | Лизу обманул телефонный мошенник. Соня узнала новый телефон Игоря, но не знает, как объясниться с ним. Арина без спроса взяла папин ноутбук и сломала его.                                                                        | 20 августа 2025 |
| 6 (66)  | Лиза влюбляется в Платона и забывает об учёбе. Диане это не нравится. Соня просит у Маши совет, как сделать так, чтобы папа расстался с Татьяной Владимировной.                                                                   | 20 августа 2025 |
| 7 (67)  | | 21 августа 2025 |
| 8 (68)  | | 21 августа 2025 |
| 9 (69)  | | 22 августа 2025 |
| 10 (70) | | 22 августа 2025 |
| 11 (71) | | 25 августа 2025 |
| 12 (72) | | 25 августа 2025 |
| 13 (73) | | 26 августа 2025 |
| 14 (74) | | 26 августа 2025 |
| 15 (75) | | 27 августа 2025 |
| 16 (76) | | 27 августа 2025 |
| 17 (77) | | 28 августа 2025 |
| 18 (78) | | 28 августа 2025 |
| 19 (79) | | 29 августа 2025 |
| 20 (80) | | 29 августа 2025 |

### Папины дочки. В кино
Премьера фильма состоится 30 октября 2025 года в кинотеатрах.

## Саундтрек
Создателями и аранжировщиками заглавной песни «Папины дочки. Новые» являются братья Кристовские (группа «Uma2rmaH»).
| Исполнитель | Название композиции                           |
| --- | --------------------------------------------- |
| Uma2rmaH | Папины дочки. Новые (заглавная песня сериала) |
| Вячеслав Баканов (автор музыки) | Одуванчики                                    |
| Скаттл | Goodbye                                       |
| Margosha | Лови                                          |
| Andy Powell and Emily Taylor | Take Me to the Dancefloor                     |
| Dylan Patrick | Songbird                                      |
| Jason Tarver, Louise Dowd | Good Time                                     |
| Wayne Anthony Murray, Timothy Fleet | Asylum                                        |
| Christophe Marie Alai Deschamps, Jennifer Gerette Jordan, Jean Luc Andre Leonce Leonardon, Vincent Francois Perrot, Eric Rene Starczan, Julian Leroux | Disco Lovin Remix                             |
| Cafard | Не без тараканов                              |
| Edvard Hagerup Grieg, Thomas Richard Peter Howe | In The Hall of The Mountain King              |
| David John Vanacore, Matt David Koskenmaki | Seduction Plotting                            |
| Adam Paul Courtenay Burns, Jez Burns | Church Mice (a) Monkey Ballet (a)             |
| VAL | Танцуй                                        |
| WOKAWONA | Я вне себя                                    |
| YAMZY | Ты мой рай                                    |
| Thomas Jack Foley, VAN HARLEY, Dominic Marsh | Poison                                        |
| Ashley Thomas Clark | Break Out                                     |
| Francisco Becker | Giggle Geek                                   |
| Nicholas John Harvey | Like Mice                                     |
| Michael Price | An Unexpected Twist (a)                       |
| Rebecca Leah Harris, Franklin Robert Gratton Mocket                                                                                                   | Song For A Western (a)                        |
| Christopher Donald O’Brien | Let Loose (a)                                 |
| P. PAT | Сон (суперспособность) Ближе Ты улыбалась     |
| Loic Farrouk Ghanem, Terence William Langlois, Aaron David Matts                                                                                      | Homicide                                      |
| Eric Rene Starczan | Hey Hey Hey                                   |
| Julien Souleymane Bonato, Christophe Jeremie Cabarrus                                                                                                 | Du Sale                                       |
| Thomas Frinking | London Morning                                |
| David John Vanacore, Keith Richard Horn | Tampering                                     |
| Rupert William Gregson Williams | It Couldn’t Be Better (a)                     |
| Веснушка | Забей                                         |

## Съёмочная группа
| Генеральные продюсеры: - Вячеслав Муругов - Эдуард Илоян - Виталий Шляппо - Алексей Троцюк - Денис Жалинский Продюсеры СТС: - Максим Рыбаков - Антон Федотов - Владимир Неклюдов Продюсеры: - Михаил Ткаченко - Сергей Маевский Исполнительные продюсеры: - Дмитрий Ан (1 сезон) - Нана Илоян (1 сезон) - Павел Зарукин (фильм, 2 сезон) - Александр Остапюк (3 сезон) - Наталья Куренкова (4 сезон) Креативные продюсеры: - Аслан Гугкаев - Александр Гаврильчик - Андрей Канойко Музыкальный продюсер: - Иван Канаев Композиторы: - Александр Бессонов - Станислав Беккер - Денис Воронцов - Антон Захаров - Степан Баласанян Операторы-постановщики: - Полина Разина (1 сезон) - Виталий Байбаков (1 сезон) - Алексей Арсентьев (фильм, 2 сезон) - Артём Бурко (3 сезон) - Василий Рыжов (4 сезон) - Вадим Першин (4 сезон) - Артур Разаков (4 сезон) | Режиссёры-постановщики: - Александр Жигалкин (1 сезон) - Дмитрий Грибанов (фильм, 2 сезон) - Аскар Бисембин (2 сезон) - Анатолий Колиев (3 сезон) - Михаил Пипия (3—4 сезоны) Сценарий: - Александр Гаврильчик - Андрей Канойко - Вадим Голомако - Иван Грицкевич - Юлия Грицкевич - Павел Брусочкин - Сергей Сазонов - Александр Трофимов - Виталий Шляппо - Алексей Шляппо - Вячеслав Зуб - Акоб Авагян - Анатолий Колиев - Роман Ангелин - Александр Данилов - Константин Гарбузов - Роман Бородавкин - Дмитрий Шепелевич - Дмитрий Матросов - Кирилл Соловьев - Вадим Хлебкович - Ольга Симонова - Татьяна Шелехова - Александр Сломнюк - Татьяна Эрдемир - Анатолий Молчанов - Гарри Гупаленко - Юлия Гупаленко - Сергей Лебедев - Светлана Волкова - Сергей Зуб - Дина Дзираева - Дмитрий Сое |

## Награды
В 2023 году «Папины дочки. Новые» получили премию социальной сети «Одноклассники» «Самый OK» в номинации «Сериал года».

## Рецензии
- Что ждёт героев новых «Папиных дочек»: раскрываем сюжет и детали проекта. Вокруг ТВ (18 сентября 2023). Дата обращения: 27 сентября 2023.
- Девочки повзрослели: каким получилось продолжение «Папиных дочек». Mainstyle (18 сентября 2023). Дата обращения: 27 сентября 2023.
- Мама опять покинула чат «Семья». Рассказываем, какими вышли новые «Папины дочки». Газета.Ru (16 сентября 2023). Дата обращения: 27 сентября 2023.
- Новые «Папины дочки» удачно перезапускают любимый сериал, СТС явно постарались. championat.com (19 сентября 2023). Дата обращения: 27 сентября 2023.
- Кинокритик объяснил популярность новых «Папиных дочек». News.ru (21 сентября 2023). Дата обращения: 27 сентября 2023.
- Рецензия на сериал «Папины дочки. Новые» — достойную перезагрузку любимого ситкома 2000-х. Film.ru (27 сентября 2023). Дата обращения: 27 сентября 2023.